# Cisticola chiniana
El cistícola cascabel (Cisticola chiniana) es una especie de ave paseriforme de la familia Cisticolidae propia del África subsahariana. Es una especie muy extendida y abundante en las sabanas y zonas de arbustos, tanto en regiones áridas, húmedas o elevadas. Especialmente durante el verano, es un ave muy conspicua a causa de su llamada repetitiva, estridente y de tonos agudos que emite desde ramas elevadas.

## Distribución y hábitat
Se encuentra en el sur de África central, el norte de África austral y África oriental, distribuido por Angola, Botsuana, Burundi, República del Congo, República Democrática del Congo, Etiopía, Kenia, Malaui, Mozambique, Namibia, Somalía, Sudáfrica, Sudán del Sur, Suazilandia, Tanzania, Uganda, Zambia y Zimbabue.
Su hábitat natural son las sabanas y bosques áridos o húmedos, a menudo dominados por acacias o arbustos espinosos (Dichrostachys, etc.). Sin embargo también es frecuente observarlo en bosques de miombo y mopane, y es una de las especies de ave más comunes de la planicie costera de Mozambique. También mora en las tierras altas del este de África por debajo de los 2,000 m. Además utiliza algunos ecotonos tales como bordes de zonas de cultivo, orillas de bosques densos y de bosques del delta del Okavango.

## Ecología

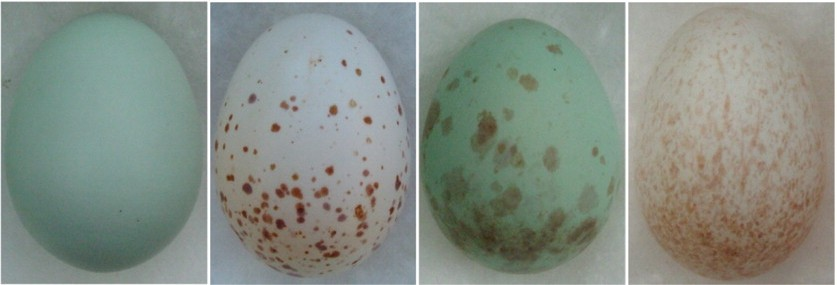
Huevos, se puede observar la variación en el tono y las pintas.

La reproducción tiene lugar durante la temporada húmeda en primavera y verano. Construyen en forma de pelota utilizando pastos gruesos, el cual recubren en su interior con material vegetal más fino.

## Subespecies

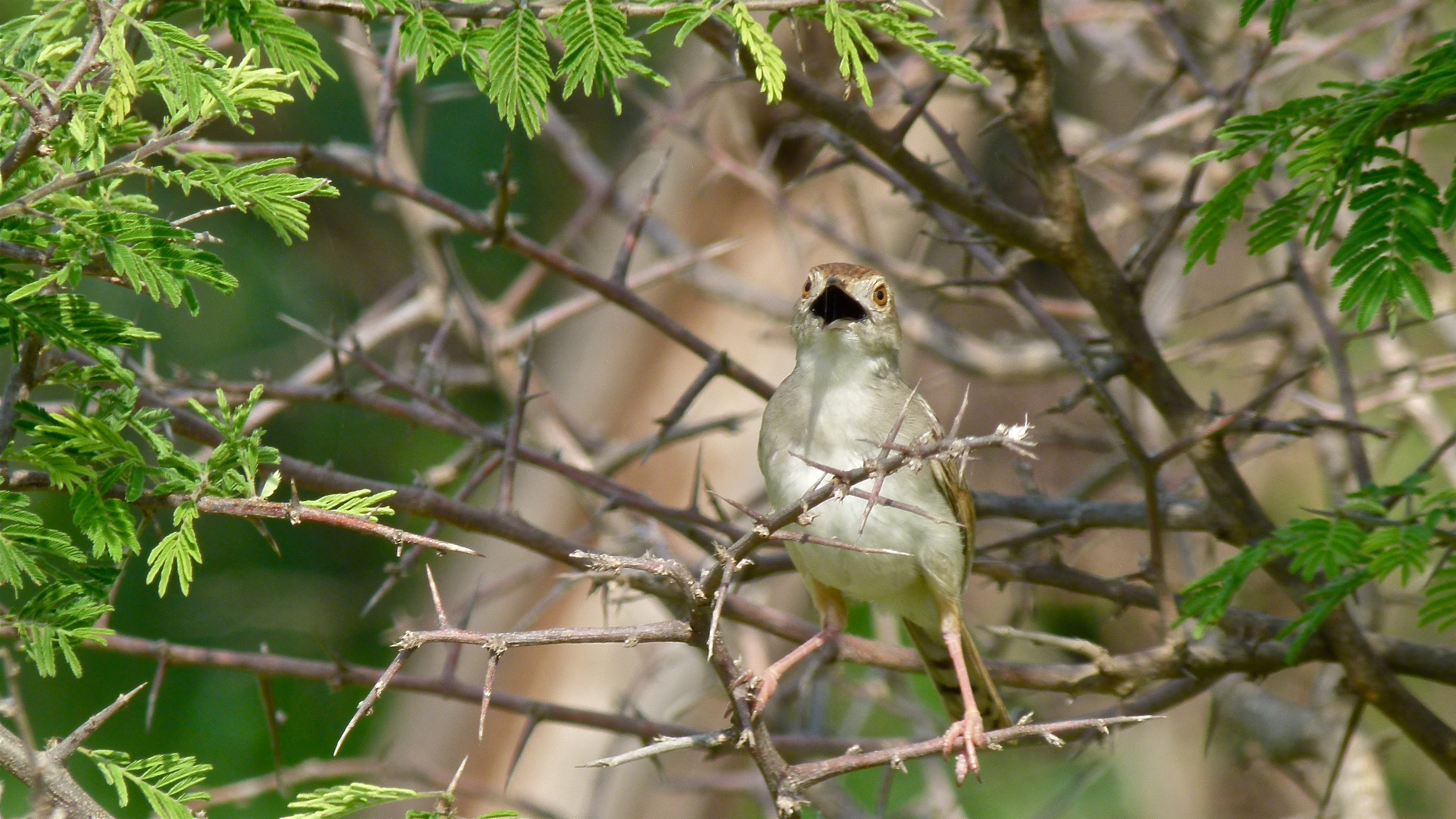
C. c. campestris en el parque nacional Kruger. The black gape is evident while singing.

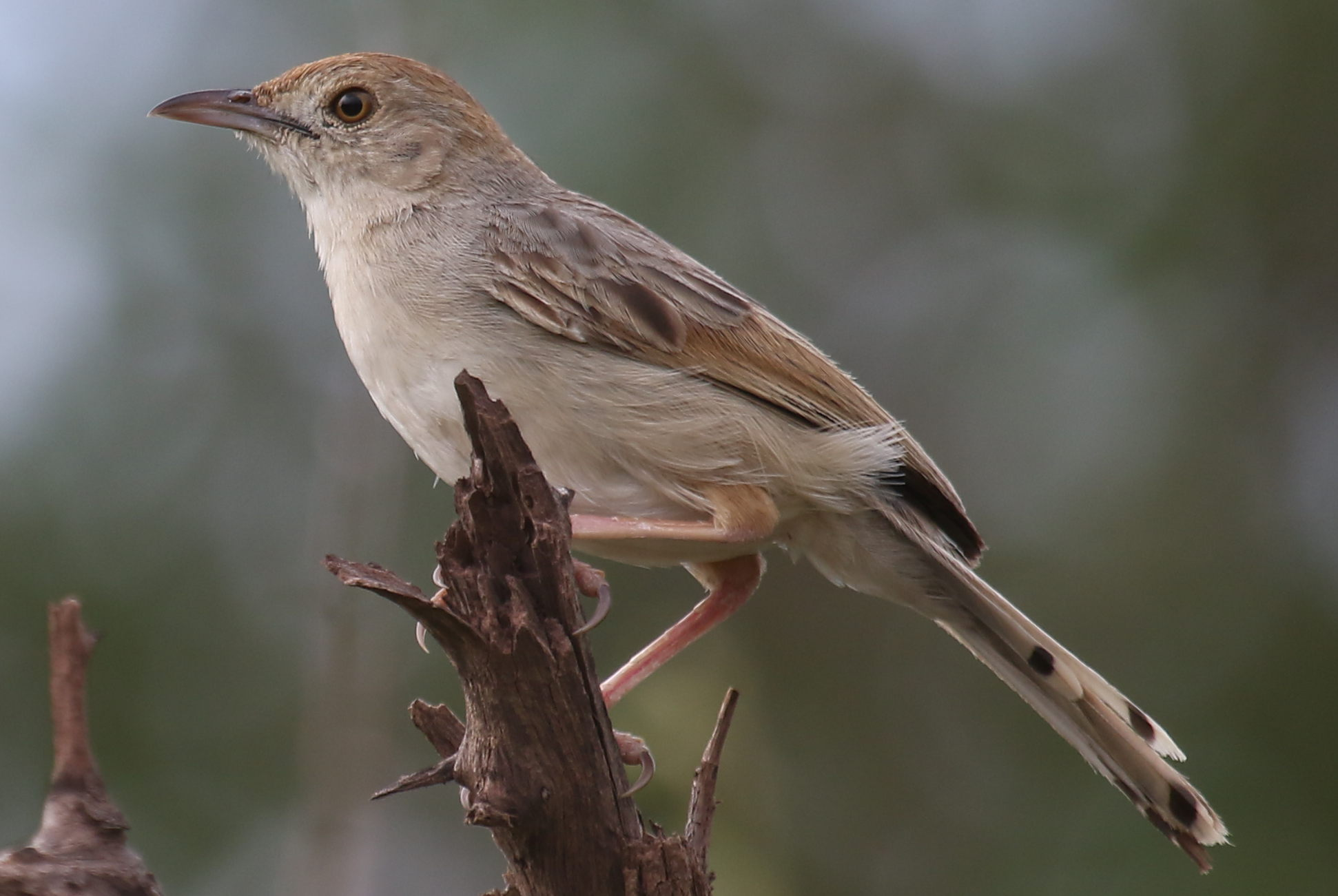
La especie nominada en el parque nacional Marakele.

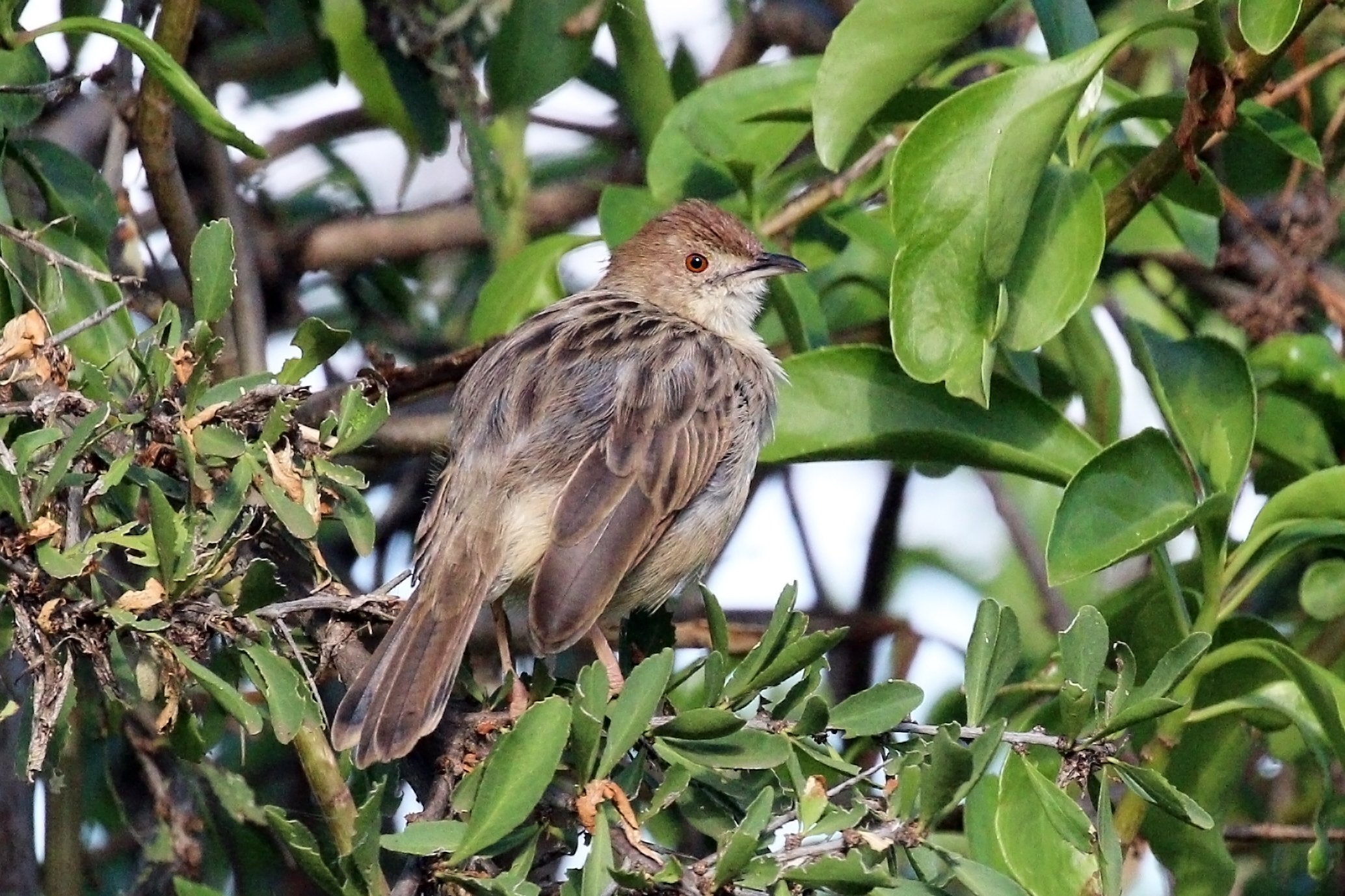
C. c. humilis, Soysambu Conservancy, Kenia.

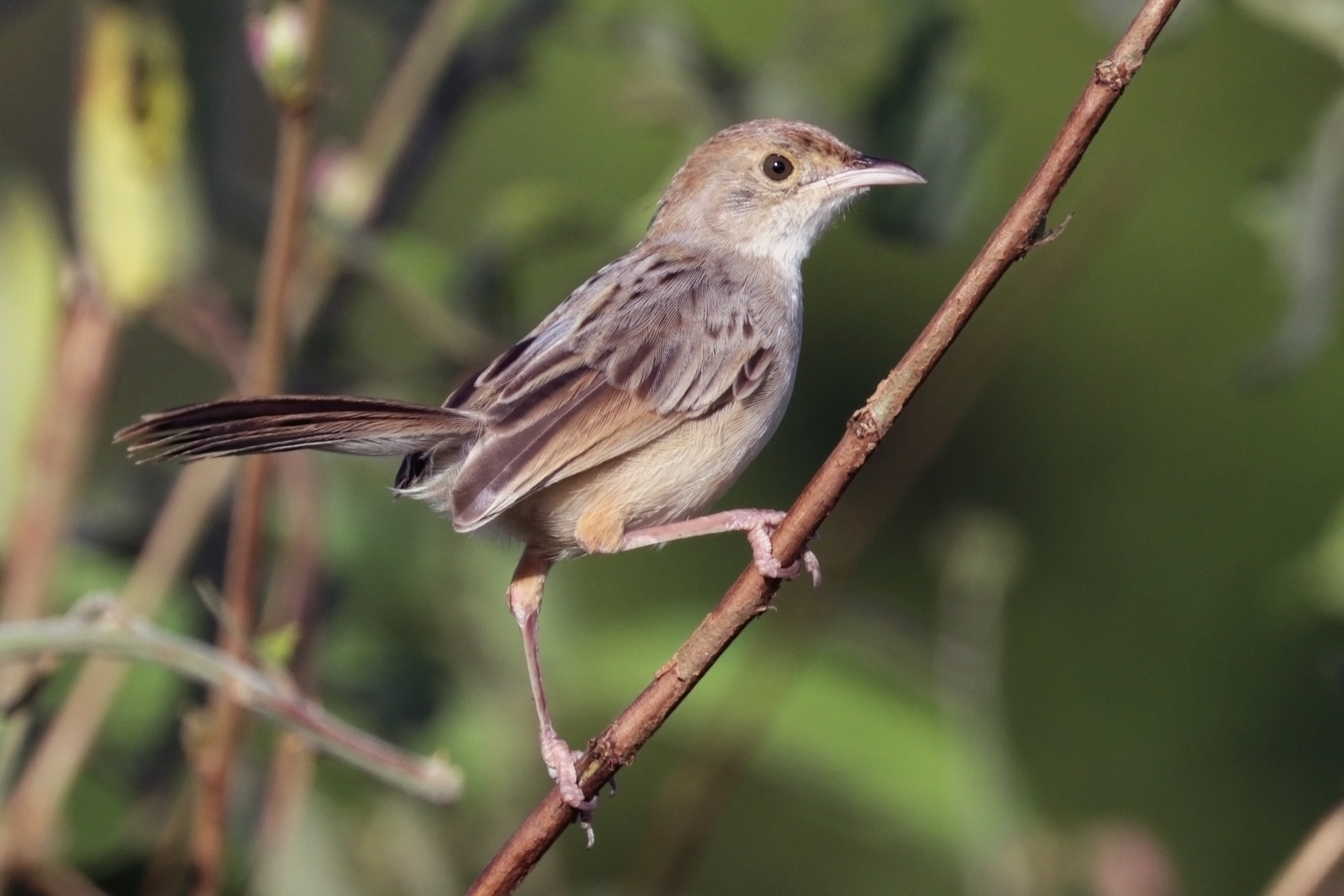
C. c. smithersi, zona de safari Matetsi, Zimbabue.

Existen diecisiete subespecies reconocidas:
- C. c. simplex (Heuglin, 1869)

Sudán del Sur y República Democrática del Congo hasta Uganda
- C. c. fortis Lynes, 1930

Gabón, los Congos y Angola hasta Zambia
- C. c. fricki Mearns, 1913

Tierras altas de Etiopía y el norte de Kenia
- C. c. humilis Madarász, 1904

este de Uganda y oeste de las tierras altas de Kenia
- C. c. ukamba Lynes, 1930

Tierras altas del centro de Kenia y norte de Tanzania.
- C. c. heterophrys Oberholser, 1906

Planicies costeras de Kenia y Tanzania
- C. c. victoria Lynes, 1930

sector este del lago Victoria
- C. c. fischeri Reichenow, 1891

Tanzania
- C. c. keithi Parkes, 1987

Tanzania
- C. c. mbeya Parkes, 1987

Tanzania
- C. c. emendatus Vincent, 1944

Sur de Tanzania, Malawi y norte de Mozambique
- C. c. procerus W.K.H.Peters, 1868

Este de Zambia hasta centro de Mozambique
- C. c. bensoni Traylor, 1964

Sur de Zambia
- C. c. smithersi B.P.Hall, 1956

Sector alto del río Zambezi
- C. c. chiniana (A.Smith, 1843)

Meseta central del sur de África
- C. c. frater Reichenow, 1916

Namibia
- C. c. campestris Gould, 1845

Planicie costera del este del sur de África